# Remda-Teichel

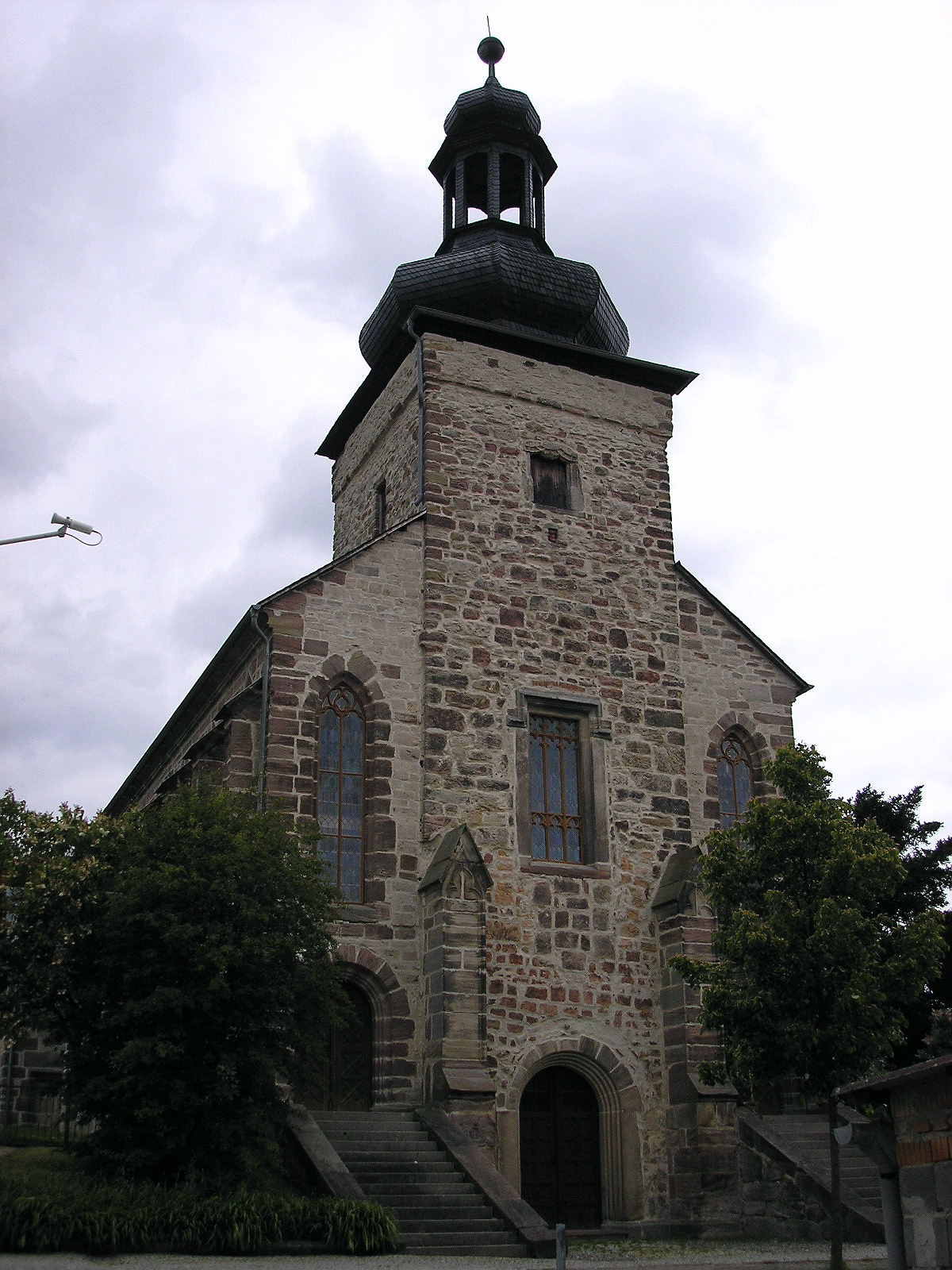
Kościół w Teichel

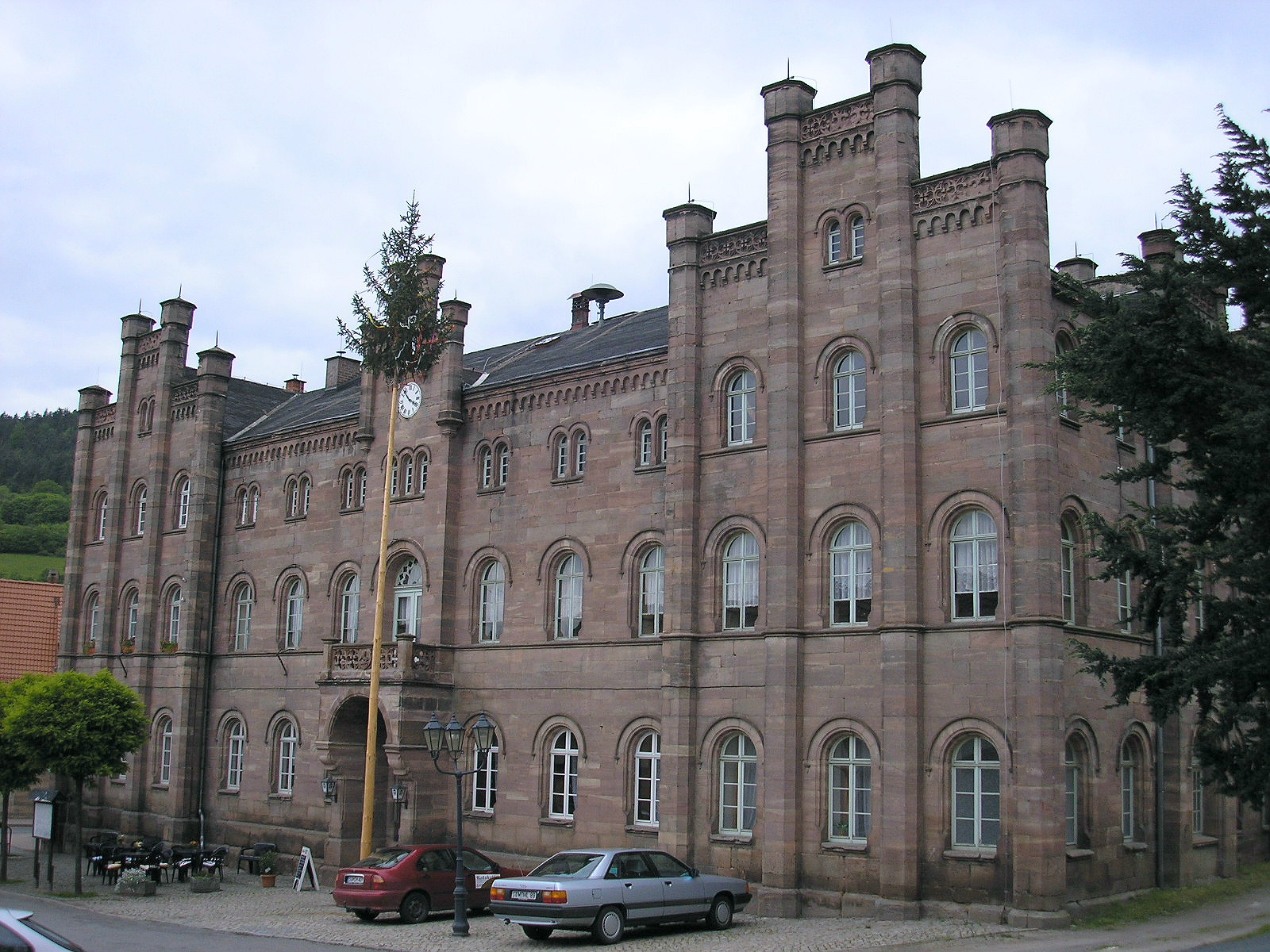
Ratusz w Teichel

Remda-Teichel – dzielnica miasta Rudolstadt w środkowych Niemczech, w kraju związkowym Turyngia, w północno-zachodniej części powiatu Saalfeld-Rudolstadt. Do 31 grudnia 2018 miasto.

## Geografia
Dzielnica leży przy granicy z powiatami Ilm i Weimarer Land, w Lesie Turyńskim, nad rzekami Rinne i Altremderbach. Najwyższym punktem dzielnicy jest Großer Kalmberg (547 m n.p.m.) na granicy z Ilmtal.
Teichel z 557 mieszkańcami w 1996 – jako odrębne miasto – było obok Neumark i Ummerstadt jednym z najmniejszych miast kraju związkowego.

## Sąsiednie gminy
Gminy sąsiadujące z Remda-Teichel zaczynając od północy: Rittersdorf, Bad Berka, Blankenhain, Uhlstädt-Kirchhasel, Rudolstadt, Rottenbach i Ilmtal.

## Podział administracyjny
| - Ammelstädt - Breitenheerda Tännich - Eschdorf - Geitersdorf - Haufeld - Heilsberg - Milbitz | - Remda Altremda Kirchremda - Sundremda - Teichel - Teichröda - Treppendorf |

## Historia
Obszary Remda-Teichel należą do najstarszych siedlisk na terenie Lasu Turyńskiego. W okolicach Remdy odnaleziono germańskie groby z okresu początku naszej ery. Najstarsze wzmianki o Remdzie datowane są na 750 i związane są z aktami darowizn klasztoru Fulda. Remda otrzymała prawa miejskie w 1286, Teichel w 1417.
W 1971 na wzgórzu w okolicy Sundremdy wzniesiono pomnik ku czci polskich ofiar represji Niemiec nazistowskich.
Jako miasto powstało 1 stycznia 1997 w wyniku połączenia wspólnoty administracyjnej Remda ze wspólnotą administracyjną Teichel z wyłączeniem gminy Lichstedt, którą przyłączono do miasta Rudolstadt. 1 stycznia 2019 zostało przyłączone do miasta Rudolstadt i stało się zarazem jego dzielnicą.

## Demografia[4][5][6]
Liczba mieszkańców na stan z 31 grudnia każdego roku.
W latach 1994–1996 miasto nie istniało, przedstawiono liczbę ludności we wspólnotach administracyjnych Remda i Teichel z wyłączeniem gminy Leichstad.

## Zabytki
- kościół ewangelicki w Teichel, wybudowany w 1848, wieża zachowana z 1438
- ratusz w Teichel, wybudowany w latach 1863–1867
- kościół ewangelicki w Remdzie
- pomnik na nowym cmentarzu w Sundremdzie upamiętniający zamordowanie czterech Polaków, więźniów KL Ohrdruf, podczas marszu śmierci do KL Buchenwald
- pomnik polskich ofiar nazizmu

## Polityka
Burmistrzem miasta był Horst Engelmann z CDU. W skład rady ówczesnego miasta wchodziło 16 osób.

### Dawna rada miasta
|                          |                          | 1999  | 1999    | 1999  | 2004  | 2004    | 2004  | 2009  | 2009  | 2009  |
| miejsca                  | %                        | głosy | miejsca | %     | głosy | miejsca | %     | głosy |       |       |
| ------------------------ | ------------------------ | ----- | ------- | ----- | ----- | ------- | ----- | ----- | ----- | ----- |
|                          | CDU                      | 9     | 52,0%   | 2 787 | 10    | 61,6%   | 2 855 | 9     | 50,6% | 2 218 |
|                          | FDP                      | 2     | 11,6%   | 620   | 2     | 13,4%   | 623   | 2     | 13,5% | 591   |
|                          | SPD/offene Liste         | –     | –       | –     | –     | –       | –     | 3     | 18,1% | 794   |
|                          | Freie Wähler Remda       | 3     | 22,1%   | 1 185 | –     | –       | –     | 2     | 17,8% | 779   |
|                          | SPD                      | –     | –       | –     | 4     | 25,0%   | 1 159 | –     | –     | –     |
|                          | SPD/WG                   | 2     | 14,3%   | 765   | –     | –       | –     | –     | –     | –     |
| –                        | –                        | 16    | 100%    | 1 801 | 16    | 100%    | 1 555 | 16    | 100%  | 1 470 |
| uprawnieni do głosowania | uprawnieni do głosowania | 2 693 | 2 693   | 2 693 | 2 735 | 2 735   | 2 735 | 2 680 | 2 680 | 2 680 |
| głosy ważne              | głosy ważne              | 1 801 | 1 801   | 1 801 | 1 555 | 1 555   | 1 555 | 1 470 | 1 470 | 1 470 |
| głosy nieważne           | głosy nieważne           | 59    | 59      | 59    | 53    | 53      | 53    | 50    | 50    | 50    |
| frekwencja               | frekwencja               | 69,1% | 69,1%   | 69,1% | 58,8% | 58,8%   | 58,8% | 56,7% | 56,7% | 56,7% |

## Herb
Herb miasta był połączeniem wcześniejszych herbów miast Remda i Teichel.
 

## Transport
Przez teren dzielnicy przebiega około 8,5-kilometrowy odcinek drogi krajowej nr 85, najbliższa autostrada leży ok. 22 km na północ od Teichel, jest to autostrada A4 (zjazd 49 Weimar).

## Osoby urodzone w Remda-Teichel
- Nicodemus Lappius (ur. 1582, zm. 1663) – teolog, hebraista, pisarz teologiczny